# Relações entre China e Zimbabwe
As relações entre China e Zimbabwe referem-se as relações exteriores entre a República Popular da China e o Zimbábue.

## História
As relações entre China e Zimbábue datam de janeiro de 1979 durante a Guerra Civil da Rodésia. A União Soviética apoiou a União do Povo Africano do Zimbábue de Joshua Nkomo e forneceu-lhes armas; as tentativas de Robert Mugabe de obter o apoio soviético para sua União Nacional Africana do Zimbábue foram rejeitadas, levando-o a entrar em relações com o rival soviético Pequim, culminando em uma reunião de janeiro de 1979 em Moçambique, na qual ambos os lados afirmaram sua intenção de cooperar mais de perto. Os dois países estabeleceram formalmente relações diplomáticas em 18 de abril de 1980, o dia da independência do Zimbábue. Dois meses depois, o ministro das Relações Exteriores do Zimbábue Simon Muzenda, visitou Pequim para expressar seus agradecimentos; ele seria seguido pelo próprio presidente zimbabuense, Robert Mugabe, no próximo ano.
Mugabe atribuiu grande importância às relações do Zimbábue com a China, especialmente após o impasse de 2003 com a União Europeia que resultou em evasão de divisas e depressão econômica. Os laços se aprofundaram em linha com o isolamento político do Zimbábue da União Europeia; a China foi descrita como o "único grande defensor internacional" do Zimbábue, devido ao seu princípio de não interferência nos assuntos internos, como questões de direitos humanos.  No entanto, há sinais crescentes de que a China permanece apreensiva sobre suas relações com o Zimbábue e prefere concentrar seu capital político em países com reservas de petróleo. O presidente chinês Hu Jintao não visitou o Zimbábue em sua viagem de fevereiro de 2007 ao sul da África, embora seu itinerário o levasse a vários países perto do Zimbábue, incluindo Moçambique, Namíbia, África do Sul e Zâmbia.
Uma delegação de empresários chineses visitou o Zimbábue naquela época; no entanto, a Autoridade de Turismo do Zimbábue apresentou letreiros com mensagens em coreano para recebê-los. Os porta-vozes declararam que contratariam tradutores chineses no futuro para evitar tais erros.  O lado zimbabuense também é ambivalente sobre a crescente influência chinesa sobre a economia; os zimbabuenses se queixam da baixa qualidade dos produtos chineses, incluindo ônibus.  Nyasha Chikwinya, porta-voz da Zanu PF Women's League, afirmou que os chineses se tornaram o grupo mais ativo na troca não-oficial de moeda estrangeira, à frente dos nigerianos e dos indianos, e apelou que aqueles que "alimentaram o mercado negro de moeda estrangeira" fossem presos. 

## Laços políticos
A política "Look East" do Zimbábue, que visava ampliar as relações comerciais e bilaterais e oferecer prioridade aos investidores não apenas da China, mas também da Malásia, Singapura, Vietnã, Japão, Coreia do Sul, Índia e Rússia, concentrou-se cada vez mais na China, com a exclusão de outros países. Foi relatado pelo Fórum de Cooperação entre China e África que a viagem de Mugabe a China em 2006 seria a sua 11ª visita ao país. Não houve visitas oficiais notificadas à China por Mugabe em 2008 e 2009. As 12ª e 13ª visitas ocorreram em 2010 e 2011. Mugabe também visitaria a China em agosto de 2014. A República Popular da China estabelece uma política externa de não intervenção nos assuntos internos dos países, tornando-a um parceiro de política externa popular em Harare. 

## Financiamento chinês ao desenvolvimento de Zimbábue
De 2000 a 2012, existiram cerca de 128 projetos oficiais chineses de financiamento ao desenvolvimento identificados no Zimbábue através de vários relatórios da mídia.  Esses projetos variam de um empréstimo de US$670 milhões para expandir uma barragem hidrelétrica no lago Kariba  a um acordo de $500 milhões de dólares para financiar a produção local de algodão do Zimbábue  ou um contrato de empréstimo para o fornecimento de maquinaria agrícola para os agricultores zimbabuenses.  Em 2016, a República Popular da China perdoou US$40 milhões no departamento. 